# Barranco de Picasent
Barranco de Picasent är ett periodiskt vattendrag i Spanien.   Det ligger i provinsen Província de València och regionen Valencia, i den östra delen av landet, 300 km öster om huvudstaden Madrid.